# Bayerische D XI
Die Lokomotiven der Gattung D XI waren Nassdampf-Lokalbahnlokomotiven der Königlich Bayerischen Staatseisenbahnen. Mit insgesamt 147 Exemplaren waren sie der zahlenmäßig stärkste bayerische Lokalbahnlokomotiv-Typ.

## Geschichte
Zwischen 1895 und 1912 beschafften die Königlich Bayerische Staatseisenbahnen 131 Lokomotiven der Gattung D XI. Zusätzlich übernahm sie 1901 acht Lokomotiven von der LMKO und 1908 drei von der LAG. Dabei waren sowohl Krauss, als auch Maffei mit je drei Prototypen und später mit 91 und 45 Lokomotiven an der Serienfertigung beteiligt. Bei den Staatseisenbahnen erhielten die Lokomotiven die Betriebsnummern 1991 bis 2050 und 2701 bis 2782.
1914 beschafften die Staatseisenbahnen bei Krauss fünf weitere Maschinen, die nach dem neuen Bezeichnungsschema als PtL 3/4 bezeichnet wurden. Sie unterschieden sich aber nicht wesentlich von den neueren Maschinen der Gattung D XI und erhielten die Nummern 2783–2787.
Zusätzlich wurden für die Pfalzbahn als Gattung T 4.II drei dieser Lokomotiven beschafft, diese hatten jedoch abweichende Abmessungen, unter anderem einen geringeren Treib- und Laufraddurchmesser. Ebenso wurde diese Lok auf der Strecke Marktoberdorf-Lechbruck hauptsächlich für den Holztransport eingesetzt und ersetzte den Transport über die Flöße.
Die Deutsche Reichsbahn übernahm 1925 alle 147 bayerischen Fahrzeuge als Baureihe 984–5. Die D XI erhielten die Nummern 98 411–556, die PtL 3/4 die Nummern 98 561–568. Etwa die Hälfte der Lokomotiven wurde zwischen 1931 und 1933 ausgemustert.
Zwei Maschinen verblieben nach dem Zweiten Weltkrieg in der Tschechoslowakei und vier in Österreich. Letztere waren die 98 500, 514, 546 und 549, die bei der ÖBB die Nummern 791.01–04 erhielten. Sie wurden 1957 ausgemustert.
Die Deutsche Bundesbahn übernahm 1945 noch 56 Exemplare. Die letzte Lok, 98 507, war beim Bw Nürnberg Rbf. beheimatet und beendete im Jahre 1960 mit ihrer Außerdienststellung den Personenverkehr auf dem „Freystädter Bockel“. Anschließend wurde die Maschine nach Ingolstadt überführt, wo sie 1968 vor dem Bahnhof als Denkmal aufgestellt wurde. Dieses einzige erhaltene Exemplar der Bayerischen D XI wird heute vom Apian-Gymnasium Ingolstadt betreut.
Ein Modell dieser Lok im Maßstab 1:10 wurde von 1962 bis 1964 in der Lehrwerkstätte des AW Weiden gebaut und befindet sich jetzt im Eisenbahnmuseum Weiden in der Oberpfalz.

## Technik
Diese Lokomotiven gehörten zu den ersten, die mit einem Krauss-Helmholtz-Lenkgestell ausgestattet waren. Einige Lokomotiven erhielten eine Gegendruckbremse der Bauart Riggenbach.
Die fünf PtL 3/4 Lokomotiven unterscheiden sich von den vorherigen durch eine größere Länge über Puffer von 9.306 mm, eine etwas geringere indizierte Leistung von 310 PSi und einen etwas größeren Kohlenvorrat von 1,8 Tonnen.

## LMKO 1 bis 11, LAG 62 bis 64
Die Aktien-Gesellschaft Süddeutsche elektrische Lokalbahnen beschaffte für den Bau der Lokalbahn Murnau–Kohlgrub–Oberammergau (LMKO) bei Krauss zwei Lokomotiven mit den Fabriknummern 3930 und 3931, die im August 1899 geliefert wurden. Als abzusehen war, dass die Elektrifizierung der Strecke nicht rechtzeitig zu den Passionsspielen im Jahr 1900 abgeschlossen sein würde, wurden in zwei Losen (Fabriknummer 4129 bis 4131 und 4260 bis 4265) weitere Lokomotiven der Gattung D XI bei Krauss beschafft. Die insgesamt elf Lokomotiven erhielten die Betriebsnummern LMKO 1 bis 11.
Mit dem Bankrott der AG Süddeutsche elektrische Lokalbahnen im Oktober 1901 übernahmen die Königlich Bayerische Staatseisenbahnen den Betrieb zwischen Murnau und Oberammergau. Infolgedessen wurden die Lokomotiven LMKO 4 bis 11 in den Bestand der Staatseisenbahnen übernommen und erhielten dort die Betriebsnummern 2505 bis 2512.
Die restlichen drei Lokomotiven kamen 1904 zur Lokalbahn Aktien-Gesellschaft (LAG), als diese die Strecke Murnau–Oberammergau kaufte. Bei der LAG erhielten sie die Betriebsnummern 62 bis 64 und wurden, neben ihrer Stammstrecke, auch auf der Lokalbahn Murnau–Garmisch-Partenkirchen eingesetzt. Mit der Verstaatlichung der Lokalbahn Murnau–Garmisch-Partenkirchen im Jahr 1908 gingen auch diese drei Lokomotiven in den Besitz der Königlich Bayerischen Staatseisenbahnen über und wurden unter der Gattungsbezeichnung PtL 3/4 mit den Betriebsnummern 2762 bis 2764 eingereiht.
| Fabriknummer | Baujahr | Betriebsnummer LMKO | Betriebsnummer LAG | Betriebsnummer K.Bay.Sts.B. | Betriebsnummer Deutsche Reichsbahn |
| ------------ | ------- | ------------------- | ------------------ | --------------------------- | ---------------------------------- |
| 3930         | 1899    | 1                   | 62                 | 2762                        | 98 561                             |
| 3931         | 1899    | 2                   | 63                 | 2763                        | 98 562                             |
| 4129         | 1900    | 3                   | 64                 | 2764                        | 98 563                             |
| 4130         | 1900    | 4                   |                    | 2711                        | 98 488                             |
| 4131         | 1900    | 5                   |                    | 2712                        | 98 489                             |
| 4260         | 1900    | 6                   |                    | 2705                        | 98 482                             |
| 4261         | 1900    | 7                   |                    | 2706                        | 98 483                             |
| 4262         | 1900    | 8                   |                    | 2707                        | 98 484                             |
| 4263         | 1900    | 9                   |                    | 2708                        | 98 485                             |
| 4264         | 1900    | 10                  |                    | 2709                        | 98 486                             |
| 4265         | 1900    | 11                  |                    | 2710                        | 98 487                             |

Nachdem die drei Lokomotiven 62 bis 64 der LAG an die K.Bay.Sts.B. abgegeben wurden, wurden die freien Betriebsnummern von der LAG an die Lokomotiven LAG 62, 63 und 64 erneut vergeben.